# Gata (Cáceres)
Pour les articles homonymes, voir Gata.
Gata est une commune de la province de Cáceres dans la communauté autonome d'Estrémadure en Espagne.